# (564) Dudu
Pour les articles homonymes, voir Dudu.
(564) Dudu est un astéroïde de la ceinture principale.

## Description
(564) Dudu est un astéroïde de la ceinture principale découvert par Paul Götz le 5 novembre 1904 à Heidelberg.
Il a été ainsi baptisé en référence au personnage de Dudu, qui apparait dans le chapitre Parmi les filles du désert de l'ouvrage Ainsi parlait Zarathoustra, écrit par le philosophe Friedrich Nietzsche (1844-1900),. Avec Suleika, ce sont les seuls personnages féminins de l’œuvre.